# الطيب بن عبد الله بامخرمة
الطيّب بن عبد الله بامخرمة (870 - 947 هـ) مؤرخ وفقيه ومحدّث من مؤرخي عدن وباحثيها وفقهائها. ولي قضاء عدن، وصار عمدة الفتوى فيها. وترك عدة مصنفات في التاريخ، وأصبح مرجعًا في النقل والتاريخ لأهل عصره.

## نسبه
الطيب بن عبد الله بن أحمد بن علي بن أحمد بن إبراهيم بامخرمة السيباني الحميري.

## مولده ونشأته
ولد ليلة الأحد ثاني عشر شهر ربيع الثاني سنة 870 هـ ببندر عدن. أصله من بلدة الهجرين بحضرموت، ارتحل والده عبد الله بن أحمد بامخرمة من حضرموت إلى عدن طلبا للعلم، وظل يتردد فيما بينهما، إلا أن أكثر إقامته بمدينة عدن، وكان والده متوليا وظيفة الإفتاء بها. نشأ الطيب في حجر أبيه، وتلقى العلم من علماء عدن وقضاتها، وتفنن في عدة علوم كالتفسير والحديث والفقه والعربية، وكان من أصح الناس ذهنًا، وأذكاهم قريحة وأقربهم فهما. وأخواله من آل باشكيل؛ حيث تزوج والده ابنة الشيخ محمد بن مسعود باشكيل.

## شيوخه
أخذ عن جماعة من العارفين وأجازه غير واحد في الإفتاء والتدريس، منهم:
| - والده عبد الله بن أحمد بامخرمة - أخوه أحمد بن عبد الله بامخرمة | - محمد بن أحمد بافضل - حسين بن الصديق الأهدل | - محمد بن حسين القماط - أحمد بن عمر المزجد | - حسن بن عبد الرحمن الصباحي - عبد الله بن أحمد باكثير |

## تلاميذه
وكان من أحسن الفقهاء تدريسا، وأخذ عنه جماعة من الطلبة منهم:
| - أخوه عبد الله العمودي بن عبد الله بامخرمة | - ابن أخيه عبد الله بن عمر بامخرمة | - ابن خاله محمد بن الطاهر باشكيل | - أحمد بن عمر الحكيم |

## توليه القضاء
كان في أول حياته مفتيا ومدرسا فحسب، وامتحن بقضاء عدن عند كبر سنّه وضعف قواه، وكان سبب قبوله إلحاح الدولة عليه بتسلم هذا المنصب إضافة إلى فقره خاصة وأنه يعول عائلة كبيرة، فاضطر للقبول وذلك في سنة 934 هـ.

## مؤلفاته
ومن مصنفاته القيّمة:
| - «تاريخ ثغر عدن» - «قلادة النحر في وفيات أعيان الدهر» مرتب على الطبقات والسنين كترتيب تاريخ الذهبي - «النسبة إلى المواضع والبلدان» | - «تحفة الحدائق والأحداق» - «شرح صحيح مسلم» استمد أكثره من شرح الإمام النووي - «أسماء رجال مسلم» |

## ذريته
من أبنائه عبد الله بن الطيب بن عبد الله بامخرمة المتوفى بتعز سنة 975 هـ، وهو الذي أكمل تاريخ والده «قلادة النحر» بعد أن كان الطيب قد توقف عن التدوين في أجواء سنة 927 هـ.

## وفاته
أصابه مرض عطله عن الحركة منذ رمضان سنة 944 هـ، ولم يزل يتزايد به حتى منعه من الصلاة إلا بالإيماء برأسه، واستمر على هذا الحال إلى أن وافاه الأجل بعدن لست خلون من شهر محرم سنة 947 هـ. ودفن في قبر جده لأمه محمد بن مسعود باشكيل بوصية، وذلك في مقبرة الشيخ جوهر.

### استشهادات
1. ↑  الباباني، إسماعيل بن محمد أمين. هدية العارفين أسماء المؤلفين وآثار المصنفين. بيروت، لبنان: دار إحياء التراث العربي. ج. الجزء الأول. ص. 433. مؤرشف من الأصل في 2021-12-30.
2. ↑  كحالة، عمر رضا (1376 هـ). معجم المؤلفين (PDF). بيروت، لبنان: دار إحياء التراث العربي. ج. الجزء الخامس. ص. 45. {{استشهاد بكتاب}}: تحقق من التاريخ في: |تاريخ= (مساعدة)
3. ↑  باذيب، محمد بن أبي بكر (1430 هـ). جهود فقهاء حضرموت في خدمة المذهب الشافعي (PDF). عمان، الأردن: دار الفتح. ج. الجزء الأول. ص. 480. {{استشهاد بكتاب}}: تحقق من التاريخ في: |تاريخ= (مساعدة)
4. ↑  العيدروس، عبد القادر بن شيخ (2001). النور السافر عن أخبار القرن العاشر. بيروت، لبنان: دار صادر. ص. 303.
5. ↑  الحبشي، عبد الله بن محمد (1425 هـ). مصادر الفكر الإسلامي في اليمن. أبوظبي: المجمع الثقافي. ص. 61. {{استشهاد بكتاب}}: تحقق من التاريخ في: |تاريخ= (مساعدة)
6. ↑  ابن العماد، عبد الحي بن أحمد (1399 هـ). شذرات الذهب في أخبار من ذهب (PDF). بيروت، لبنان: دار المسيرة. ج. الجزء الثامن. ص. 268. {{استشهاد بكتاب}}: تحقق من التاريخ في: |تاريخ= (مساعدة)
7. ↑  بافقيه، محمد بن عمر الطيب (1419 هـ). تاريخ الشحر وأخبار القرن العاشر. صنعاء، اليمن: مكتبة الإرشاد. ص. 277. مؤرشف من الأصل في 2021-07-22. {{استشهاد بكتاب}}: تحقق من التاريخ في: |تاريخ= (مساعدة)
8. ↑  الزركلي، خير الدين (2002). الأعلام (PDF). بيروت، لبنان: دار العلم للملايين. ج. الجزء الرابع. ص. 94. مؤرشف من الأصل (PDF) في 2021-07-29.
9. ↑  عبد البديع، لطفي (1956). فهرس المخطوطات المصورة (PDF). القاهرة، مصر: مطبعة السنة المحمدية. ج. الجزء الثاني. ص. 62.
10. ↑  الصافي، طه بن عمر. المجموع لمهمات المسائل من الفروع (PDF). ص. 120. مؤرشف من الأصل (PDF) في 2021-08-20.
11. ↑  المقحفي، إبراهيم أحمد (1422 هـ). معجم البلدان والقبائل اليمنية. صنعاء، اليمن: دار الكلمة. ج. الجزء الثاني. ص. 1451. {{استشهاد بكتاب}}: تحقق من التاريخ في: |تاريخ= (مساعدة)
12. ↑  باحنان، محمد بن علي زاكن (1420 هـ). جواهر تاريخ الأحقاف (PDF). جدة، السعودية: دار المنهاج. ص. 488. {{استشهاد بكتاب}}: تحقق من التاريخ في: |تاريخ= (مساعدة)
13. ↑  الشلي، محمد بن أبي بكر (1425 هـ). السناء الباهر بتكميل النور السافر. صنعاء، اليمن: مكتبة الإرشاد. ص. 349. {{استشهاد بكتاب}}: تحقق من التاريخ في: |تاريخ= (مساعدة)

## روابط خارجية
- مخطوطة قلادة النحر في وفيات الدهر - شبكة الألوكة.
- قلادة النحر في وفيات أعيان الدهر - الطيب بامخرمة (ت 947) - تراث.